# Кокосовые малайцы

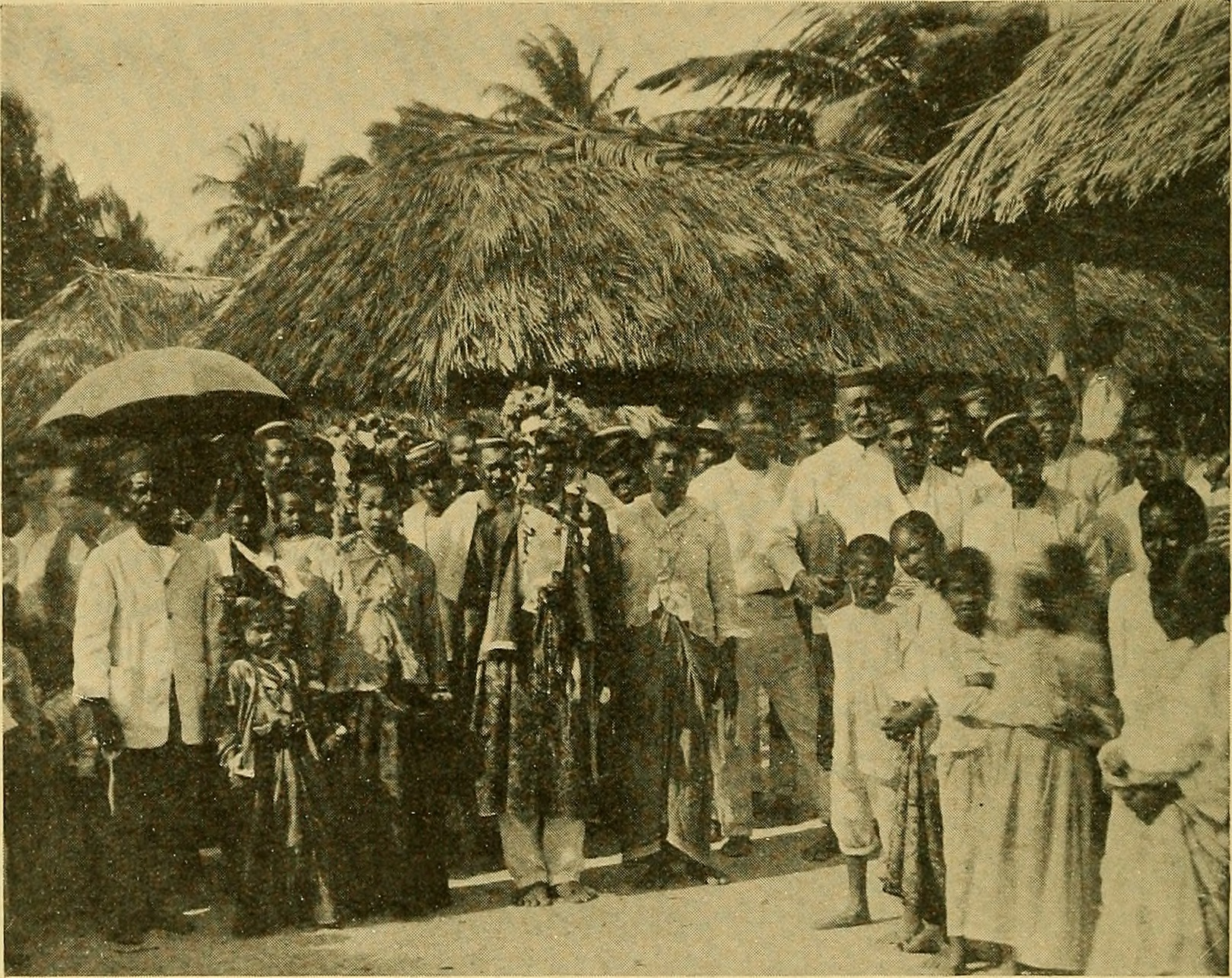
Свадебное торжество на Кокосовых островах в 1913 году.

Кокосовые малайцы (малайск. Orang Melayu (Keeling) Kokos, Ong Pulu Kokos, джави: ملايو كوكوس; англ. Cocos (Keeling) Malays) — население Кокосовых (Килинг) островов, входящих сегодня в состав государства Австралии. Несмотря на ассимиляцию в малайскую культуру, они относятся к малайской расе, происходящей из Бали, Бимы, Целебеса, Мадуры, Сумбавы, Тимора, Суматры, Пасир-Кутаи, Малакки, Пенанги, Батавии и Сиребона.

## История

### Родина
Считается, что первые малайцы прибыли и обосновались на островах в 1826 году, «когда английский авантюрист Александр Хэр привёз туда свой малайский гарем и рабов», а также на остров в принудительном порядке переселили малайских рабочих для выращивания кокосовых пальм, сборки урожая кокосов, производства копры и кокосового масла. В 1827 году Джон Клюни-Росс поселился на островах со своей семьёй и изменил жизнь малайских рабов, начав механизацию сельского хозяйства. В 1836 году Чарльз Дарвин посетил Кокосовые острова и отметил, что на нём проживало больше сотни малайцев, которые, формально являясь свободными людьми, фактически жили в ужасающих рабских условиях.
Острова были аннексированы Великобританией в 1857 году, а 7 июля 1886 года предоставлены королевой Викторией семейству Клюниз-Россов в бессрочное владение. С 23 ноября 1955 года переданы под управление Австралии. 1 сентября 1978 года австралийское правительство выкупило у потомка Клуниз-Росса практически всю землю, остатки территорий были выкуплены в 1986 году. 6 апреля 1984 года был проведён референдум о самоопределении островов. Большинство высказалось за сохранение архипелага в составе Австралии. С тех пор острова перешли под суверенитет Австралии, а главой государства является британский монарх в Австралии как глава Содружества наций, представителем которого по предложению премьер-министра Австралии территории назначается администратор.

### Кокосовые малайцы в Малайзии
Кокосовые малайцы в Малайзии проживают преимущественно в нескольких деревнях, известных как кокосовые кампунги, неподалёку от Лахад-Дату и Тавау в области Тавау Сабаха. С Кокосовых островов они поселились здесь в 1950-х годах после того, как были привезены британцами. Число эмигрантов первой волны составляло 20 человек, затем оно увеличилось с расширением поселения в Лахад-Дату. Культура тесно связана с малайским народом в Малайзии, а сегодняшнее население в Сабахе составляет около 4000 человек, примерно в восемь раз больше населения Кокосовых островов. Кокосовым малайцам предоставлен статус бумипутра от малайзийского правительства.

## Религия
Большинство кокосовых малайцев на 2002 год исповедуют ислам суннитского толка (80 %). В конце Рамадана проводится праздник разговения — Hari Raya Puasi.

## Костюм

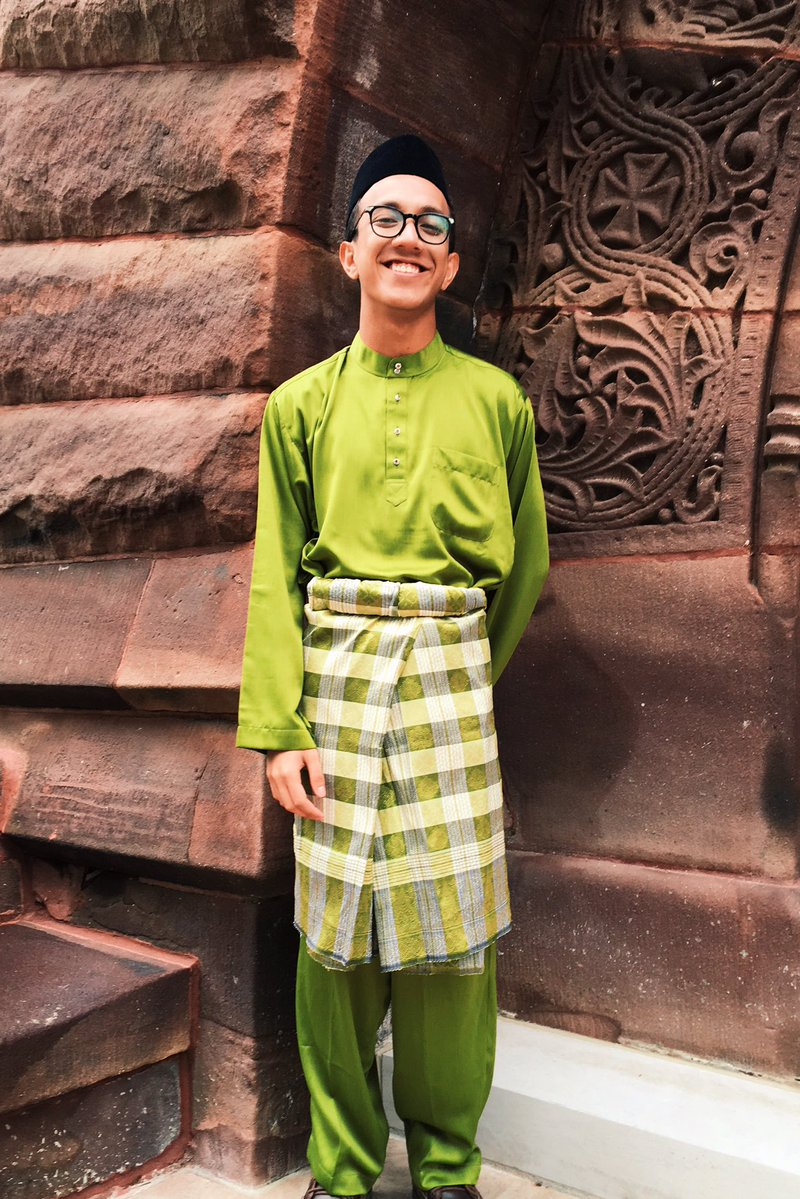
Баю-мелаю.

У кокосовых малайцев имеется дресс-код: баю-кебайя для женщин и баю-мелаю для мужчин. Баю-кебайя состоит из свободной туники, заколотой у воротника брошью, и носится поверх юбки или саронга. Баю-мелаю — свободная рубашка (с воротником и тремя и более пуговицами или без воротника с вырезом). Наряды появились в результате смешения культур — яванской и шотландской.

## Язык
Для кокосовых малайцев характерно языковое многообразие, называемое Basa Pulu Kokos или Bahasa Cocos. В речи используется сленг, слова меняют значения. Язык относится к бетави — смешение языков джакартских креолов, малайского и индонезийского (также яванского, сунданского и хоккин, от которых бетави и произошёл) с местным произношением и элементами английского и шотландского языков. Большинство также свободно владеет и австралийским вариантом английского языка.

### Фразы
- Selamat pagi — Доброе утро.
- Selamat ténggah hari — Добрый день.
- Selamat soré  — Добрый вечер.
- Selamat malam — Спокойной ночи.
- Apa Kabar?  — Как дела?
- Kerangkeng — шкаф для еды.
- Ke kaca — милый
- Kenes — милый
- Baik — хорошо.
- Jumpa lagi — До встречи.
- Korsi — стул (в стандартном малайском — Kursi или Kerusi).
- Dostor — врач (в стандартном малайском — Doktor).
- Esbok — холодильник (от англ. icebox).
- Bok — ящик (в стандартном малайском — Kotak).
- Epel — яблоко (в стандартном малайском — epal, от англ. apple).
- Jukong — лодка кокосовых малайцев («джонка» образовано от этого слова).
- Gua/Loh — я/ты.
- Cimni — дымоход (от англ. сhimney).
- Kot — пальто (от англ. сoat).
- Hiju/Hijo — зелёный (в стандартном малайском — hijau).
- Kalo — если (в стандартном малайском — kalau).
- Emak/Mak — мать (по отношению к женщинам с детьми).
- Pak/Ayah — отец (первый термин используется по отношению мужчин с детьми; второй означает отца).
- Paman/Man — дядя (по отношению мужчин без детей).
- Bibik — тётушка (кто моложе, чем родители говорящего).
- Nek/Nenek — бабушка (по отношению к старикам обоего пола).
- Wak — уважительное обращение в адрес женщины с подростками.
- Oh tuhan ku! — Боже мой!

### Текнонимы
Распространена практика именования людей с использованием имён их детей:
- Если Юсри — подросток, тогда Mak-Юсри (мать Юсри) становится Wak-Юсри.
- Если у Юсри, кто сейчас Man-Юсри, есть ребёнок по имени Мустафа, то Wak-Юсри становится Nek для Мустафы, а Man-Юсри — Pak Мустафе.
- Если у Мустафы, кто сейчас Man и подросток, есть ребёнок по имени Буди, тогда Pak-Мустафа становится Nek для Буди.